# Respiration anaérobie
Pour les articles homonymes, voir Anaérobie (homonymie).
 (février 2025).
Si vous disposez d'ouvrages ou d'articles de référence ou si vous connaissez des sites web de qualité traitant du thème abordé ici, merci de compléter l'article en donnant les références utiles à sa vérifiabilité et en les liant à la section « Notes et références ».
La respiration anaérobie est un mécanisme dans lequel des électrons passent sur une chaîne de transporteurs dont l'accepteur final est une substance minérale autre que le dioxygène, contrairement à une respiration aérobie où l'accepteur final est du dioxygène.

## L'accepteur final est l'ion nitrate
Certaines bactéries sont capables, en anaérobiose, de réduire les nitrates en nitrites puis, suivant les cas (par exemple Pseudomonas) en diazote (avec l'enzyme nitrate réductase A).
{\displaystyle {\rm {NO_{3}^{-}\longrightarrow NO_{2}^{-}\longrightarrow N_{2}}}}
Cette chaîne respiratoire est plus courte que la chaîne respiratoire classique en aérobiose. Cette respiration est beaucoup moins énergétique.
D'autres bactéries réduisent les nitrites en ammoniac.

## L'accepteur final est l'ion sulfate
C'est le cas des bactéries du genre Clostridium (dont les cultures sont particulièrement nauséabondes).
{\displaystyle {\rm {SO_{4}^{2-}\longrightarrow SO_{3}^{2-}\longrightarrow S^{2-}(H_{2}S)}}}

## L'accepteur final est le dioxyde de carbone
Ce type de respiration est effectué par les archées méthanogènes (responsables des feux follets), comme par exemple celles du genre Methanobacter.
CO2 + 4 H2 → CH4 + 2 H2O